# Spilosoma nigricornis
Spilosoma nigricornis är en fjärilsart som beskrevs av James John Joicey. Spilosoma nigricornis ingår i släktet Spilosoma och familjen björnspinnare. Inga underarter finns listade i Catalogue of Life.